# Melanagromyza inulivora
Melanagromyza inulivora är en tvåvingeart som beskrevs av Spencer 1961. Melanagromyza inulivora ingår i släktet Melanagromyza och familjen minerarflugor. Inga underarter finns listade i Catalogue of Life.